# Cliométrie

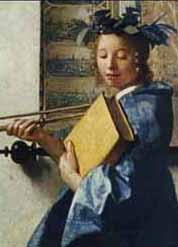
Clio, détail de L'Allégorie de la peinture, par Vermeer (1666)

La cliométrie ou new economic history est une école américaine d'historiens qui s'appuient sur les méthodes statistiques et économétriques et l'application de la théorie économique. Elle est le pendant américain de l'histoire quantitative française, héritière comme elle de l'École des annales d'Ernest Labrousse, mais avec ses spécificités : un lien étroit avec les logiques de la statistique publique, un ancrage dans la théorie économique, selon d'autres principalement une démarche empiriste. En France, elle suscite un débat où certains la considèrent comme une histoire scientifique, d'autres comme un scientisme incapable de comprendre la complexité et la différence radicale des contextes historiques par rapport au présent, une position encore très présente dans les départements français d'histoire, bien que des débats organisés dans les années 1970 aient montré la force des positions méthodologiques des « nouveaux historiens économistes ».
Le nom de cliométrie, inventé par le statisticien et économiste Stanley Reiter en 1960, lui a été donné en référence à Clio, la muse de l'Histoire.

## Origines et développements
Elle a pour origine les travaux de la New Economic History américaine, notamment de Robert Fogel et Stanley Engerman qui, les premiers, mettent en œuvre des modèles mathématiques et statistiques contrefactuels pour la recherche historique. Par exemple, ces derniers effectuent une étude quantitative de l'esclavage aux États-Unis. En 1974, dans l'ouvrage Time on the Cross, ils montrent que les conditions de vie des esclaves noirs américains qui vivaient dans le Sud, étaient meilleures que celles des travailleurs libres dans l'agriculture du nord des États-Unis. Cet ouvrage, au ton provocateur et messianique, bénéficia d'un accueil sans précédent pour une monographie historique dans la presse grand public (de Newsweek au Nouvel Observateur), porté par une campagne promotionnelle agressive, par le conservatisme politique ambiant et par l'engouement du public pour la "révolution informationnelle" qui promettait de changer la façon dont on envisageait l'histoire, avant que la méthodologie et les conclusions de Fogel et Engerman soient méthodiquement et systématiquement démolies dans les années suivantes par la grande majorité des historiens américains.
L'attribution du « Prix Nobel » d'économie à Douglass North et Robert Fogel en 1993, « pour avoir renouvelé la recherche en histoire économique par l'application de la théorie économique et des méthodes quantitatives aux changements économiques et institutionnels », a consacré l'avènement de cette discipline. L'histoire économique, une fois modernisée par l'utilisation systématique de la théorie économique et des méthodes économétriques, devient une branche de la science économique. Les historiens restent, très souvent, à l'écart, malgré des efforts de rapprochement entre les deux approches au sein de l'Association internationale d'histoire économique, organisatrice de Congrès où les deux communautés se retrouvent désormais.
Depuis son origine, la cliométrie se constitue autour des conférences annuelles (longtemps à Purdue) où les débats très vivants et l'organisation attirent les jeunes chercheurs, et de la revue Explorations in Economic History (refondée en 1963). Une association américaine s'est créée en 1983, la Cliometrics society, qui organise désormais ces conférences, ainsi que des conférences internationales depuis 1985. En 1991, la European historical economics society a été créée dans un esprit similaire. Elle organise des colloques tous les trois ans et publie la revue European review of economic history.  En 2006, grâce au soutien de la Cliometric Society et de l’Association Française de Cliométrie, une nouvelle revue internationale de cliométrie est créée par Claude Diebolt en France : Cliometrica – Journal of Historical Economics and Econometric History.